# Cheval au Gabon
Le cheval au Gabon a une présence marginale, diverses tentatives d'implantation de l'espèce à Libreville ayant échoué en raison de la trypanosomiase africaine. Un spécimen fait néanmoins l'objet d'un cadeau diplomatique au président Omar Bongo en 1990.

## Histoire
Le Gabon n'a pas de tradition équestre. Des chevaux ont été introduits sporadiquement par les missionnaires catholiques, pour faciliter leurs déplacements. Jean-Rémi Bessieux fait état des difficultés pour trouver de quoi loger et nourrir les deux chevaux d'un de ses compagnons.
Durant la période coloniale, des importations de chevaux ont régulièrement eu lieu à Libreville, qui a historiquement détenu le plus grand nombre de ces animaux. La Mission Sainte-Marie a possédé deux juments, Ganache et Coquette, qui servaient au père Économe pour aller faire ses courses en ville. Coquette a donné un poulain, nommé « Gabon ».
D'après l'ouvrage de compilation d'articles de l'époque coloniale La mémoire du Gabon, le dernier cheval importé dans ce pays est mort entre 1942 et 1948, à Iguéla (Lagune Ngowé).
Le 4 août 1990, une paire de chevaux originaires du Bénin est offerte en cadeau diplomatique par le président du Congo Denis Sassou-Nguesso à celui du Gabon, Omar Bongo, après un vol dans un Fokker 27 de la compagnie Lina Congo entre Cotonou et Libreville.

## Pratiques
Les Gabonais ne connaissent généralement pas l'équitation. Le centre équestre des cavaliers du Gabon, à Libreville, est tenu par deux expatriés français, dans le quartier Mindoubé, et est dédié aux pratiques sportives mais aussi au tourisme équestre. Il a représenté le Gabon lors du Mondial des Clubs en France, en 2015. Ce centre équestre reçoit la visite du ministre des sports Mathias Otounga Ossibadjouo fin 2017, au lendemain de sa nomination. En décembre 2017, Les cavaliers du Gabon construit 13 nouveaux box pour recevoir 13 chevaux supplémentaires, importés du Cameroun voisin. Libreville dispose d'un autre centre équestre, nommé « Ok Koral ».
La création d'une fédération nationale d'équitation a été suggérée.

## Élevage
D'après la base de données DAD-IS, le Gabon ne compte aucune race spécifique de chevaux élevée sur son territoire. Le centre équestre des Cavaliers du Gabon fait état de difficultés pour assurer l'abreuvement des chevaux (2017). L'élevage du cheval, bien qu'existant, y est marginal. Le « ranch de l'île perdue » a ainsi fait appel à des éleveurs camerounais, plus expérimentés.